# معركة الجوف
معركة الجوف كانت بلدة الجوف (دومة الجندل وسكاكا) تقع تحت حكم آل رشيد في حائل، ولكن استقلت سكاكا عنه إثر انقلاب قام به الشيخ نواف النوري بن شعلان وقد نجح في إحكام سيطرته على المنطقة سنة 1327هـ/1909م بسبب ضعف الوجود العثماني فيها من جهة ولانضمام قبائل المنطقة إليه من جهة أخرى خاصة قبيلة الشرارات. القبيلة الرئيسة في منطقة الجوف ووادي السرحان، حيث تشير إحدى الوثائق العثمانية بعد تحالف الشرارات مع الشيخ النوري ابن شعلان تشير إلى أنّ ابن شعلان أصبح قوة لا يستهان بها في المنطقة. واستمر ذلك حتى وقعت معركة الجوف عام 1920م في سكاكا في الجوف عندما عندما أرسل سعود بن عبد العزيز بن متعب الرشيد جيشه بقيادة ابن أخيه زامل لأستعادة الجوف.